# Salzkammergut Mozartfestival
Das Salzkammergut Mozartfestival war ein Kulturfestival, das in den Jahren 2006 bis 2012 im Juli und August in Hallstatt und Bad Goisern stattfand. Rund um eine Mozartoper, die traditionell den Höhepunkt bildete, kam eine Handvoll weiterer Veranstaltungen unterschiedlicher Provenienz zur Aufführung. Der Bogen spannte sich dabei von der Klassischen Musik bis zur Darstellenden Kunst. Nachfolger des Salzkammergut Mozartfestivals ist das Festival HallstattClassics.

## Intendanz und künstlerische Leitung
Intendant des Salzkammergut Mozartfestivals war der Hallstätter Altbürgermeister Peter Scheutz. Die künstlerische Leitung lag in den Händen des Hallstätter Komponisten und Dirigenten Peter Wesenauer, der auch dem Festivalorchester Sinfonietta da Camera Salzburg vorstand. Musikalischer Leiter für Bad Goisern war Peter Brugger, Klaviervirtuose und Direktor der Landesmusikschule Bad Goisern.

## Anfänge
Die ursprüngliche Idee war, Mozart mit seinen verwandtschaftlichen Wurzeln im Inneren Salzkammergut einmalig im Mozartjahr 2006 künstlerisch zu ehren. Daraus entwickelte sich eine Veranstaltung, die jeden Sommer wiederkehrte.

## Spielorte
Das Salzkammergut Mozartfestival fand in Hallstatt und Bad Goisern statt. Die Hauptspielstätte war das Kultur- und Kongresshaus in Hallstatt. Hier wurde jährlich eine Mozartoper aufgeführt. Darüber hinaus präsentierte man ein Programm an unterschiedlichen Spielstätten, die je nach Veranstaltung individuell ausgewählt wurden.

## Mozarts Wurzeln im Inneren Salzkammergut
Im Jahr 1610 wurde Mozarts Ururgroßvater Hans Wolfgang Zaller im Salzkammergut geboren. 1651 war er Marktschreiber in Hallstatt. In diesem Jahr brachte seine Frau Regina (geborene Pöckhl, * 19. Mai 1613 in St. Wolfgang, † 16. April 1681 in Hallstatt) beider Tochter Anna Sophia (Altmann), die spätere Urgroßmutter Wolfgang Amadeus Mozarts, zur Welt. Danach verliert sich der verwandtschaftliche Bezug ins Innere Salzkammergut. 1821 bereiste Mozarts Sohn Franz Xaver Wolfgang Mozart das Salzkammergut.

## Opernaufführungen
- 2006: W. A. Mozart: Die Schuldigkeit des ersten Gebots
- 2007: W. A. Mozart: Così fan tutte
- 2008: W. A. Mozart: Così fan tutte, Wiederaufnahme der Produktion 2007
- 2009: W. A. Mozart: Die Zauberflöte, konzertant
- 2010: W. A. Mozart: Le nozze di Figaro
- 2011: W. A. Mozart: Le nozze di Figaro, Wiederaufnahme der Produktion 2010